# Gullbergs tingslag
Gullbergs tingslag var ett tingslag i Östergötlands län och från 1850 i Vifolka, Valkebo och Gullbergs domsaga. Det bildades 1680 och upplöstes 1 januari 1918 då dess verksamhet överfördes till Valkebo och Gullbergs tingslag.

## Ingående områden
Tingslaget omfattade Gullbergs härad.